# أندريا فيريول
أندريا فيريول (بالفرنسية: Andréa Ferréol) هي ممثلة فرنسية، ولدت في 6 يناير 1947 بآكس أون بروفانس في فرنسا.

## أعمال

### أفلام
- (1979) طبل الصفيح
- (1995) مئة ليلة وليلة

## ترشيحات
- جائزة سيزار لأفضل ممثلة مساعدة (1976)

## وصلات خارجية
- أندريا فيريول على موقع IMDb (الإنجليزية)
- أندريا فيريول على موقع روتن توميتوز (الإنجليزية)
- أندريا فيريول على موقع مونزينجر (الألمانية)
- أندريا فيريول على موقع ألو سيني (الفرنسية)
- أندريا فيريول على موقع تيرنر كلاسيك موفيز (الإنجليزية)
- أندريا فيريول على موقع أول موفي (الإنجليزية)
- أندريا فيريول على موقع قاعدة بيانات الأفلام السويدية (السويدية)
- أندريا فيريول على موقع قاعدة بيانات الفيلم (الإنجليزية)
- أندريا فيريول على موقع كينوبويسك (الروسية)